# Bernardo Cavallino

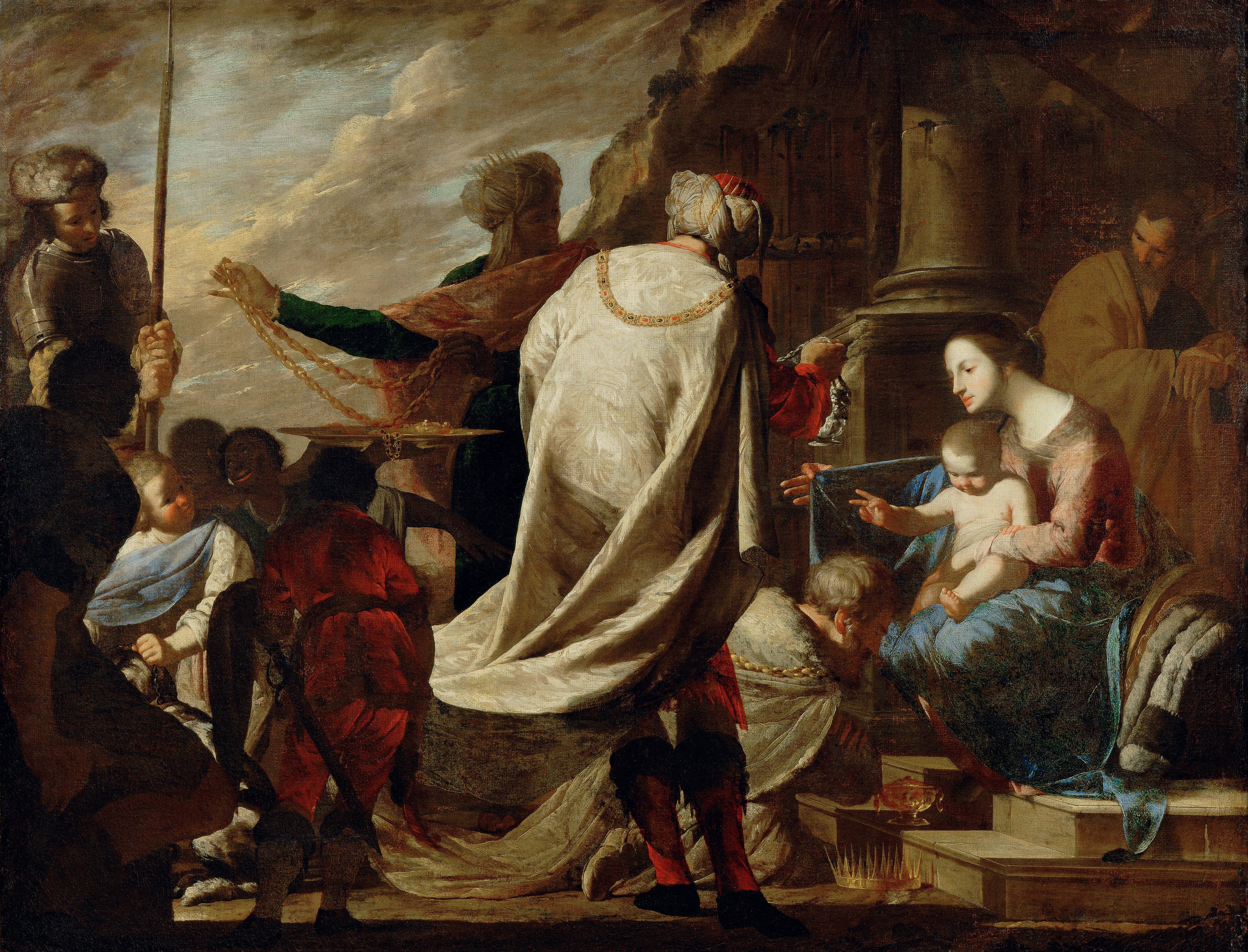
Bernardo Cavallino, Pokłon Trzech Króli (ok. 1640), Kunsthistorisches Museum

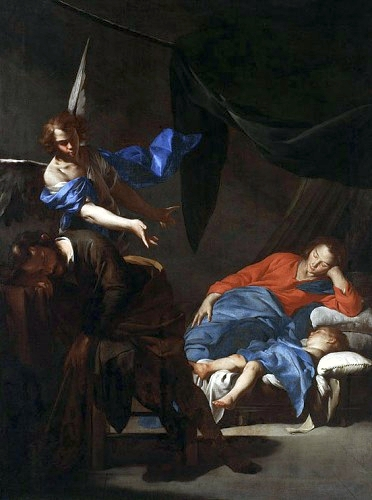
Sen świętego Józefa (ok. 1645), Muzeum Narodowe w Warszawie

Bernardo Cavallino (ur. w 1616 w Neapolu, zm. w 1656 tamże) – włoski malarz okresu baroku.
Niewiele wiadomo o jego życiu i twórczości. Ulegał wpływom licznych malarzy epoki (Massimo Stanzione, Anton van Dyck, Pietro Novelli, Guido Reni).
Malował sceny religijne, mitologiczne i rodzajowe. Ceniony był za subtelność i poetycki nastrój kompozycji.

## Wybrane dzieła
- Abigail – Brunszwik, Herzog-Anton-Ulrich Museum,
- Abigali i Dawid – Mediolan, Castello Sforzesco,
- Błogosławiona Maryja (1650) – Mediolan, Pinacoteca di Brera,
- Chrystus wypędzający kupców ze świątyni – Londyn, National Gallery,
- Dawid grający przed Saulem (1645-50) – Wiedeń, Kunsthistorisches Museum,
- Dusza Samuela wywołana przez Saula (1650-56) – Los Angeles, J. Paul Getty Museum,
- Erminia wśród pasterzy (ok. 1650) – Neapol, Museo di Capodimonte,
- Estera i Aswerus – Florencja, Uffizi,
- Jerozolima wyzwolona – Monachium, Stara Pinakoteka,
- Klawesynistka – Lyon, Musèe des Beaux-Arts,
- Lot z córkami – Paryż, Luwr,
- Pijaństwo Nowego – Madryt, Muzeum Thyssen-Bornemisza,
- Męczeństwo św. Szczepana – Madryt, Prado,
- Pokłon Trzech Króli (ok. 1640) – Wiedeń, Kunsthistorisches Museum,
- Sen św. Józefa (ok. 1645) – Warszawa, Muzeum Narodowe,
- Porwanie Europy – Liverpool, Walker Art Gallery,
- Śpiewaczka (1645-50) – Neapol, Museo di Capodimonte,
- Św. Cecylia – Boston, Museum of Fine Arts,
- Św. Cecylia w ekstazie (1645) – Florencja, Palazzo Vecchio,
- Św. Katarzyna – Nowy Jork, Metropolitan Museum of Art,
- Św. Piotr i Korneliusz – Rzym, Galleria Nazionale d’Arte Antica,
- Uzdrowienie Tobiasza – Madryt, Prado,
- Wypędzenie Heliodora ze świątyni (ok. 16500 – Moskwa, Muzeum Puszkina,
- Znalezienie Mojżesza – Brunszwik, Herzog-Anton-Ulrich Museum.